# Resolució 105 del Consell de Seguretat de les Nacions Unides
La Resolució 105 del Consell de Seguretat de les Nacions Unides, aprovada el 25 de juliol de 1954 després de la mort del jutge Sir Benegal Narsing Rau, decideix que la seva vacant a la Cort Internacional de Justícia seria resolta durant la IX Sessió de l'Assemblea general i que aquesta elecció tindria lloc després de l'elecció que tindrà lloc després de l'elecció regular per omplir les cinc vacants prevista per al 5 de febrer de 1955.
La resolució va ser adoptada sense votar.